# Barbe-Bleue (film 1907)
Barbe-Bleue è un cortometraggio muto del 1907. Il nome del regista non viene riportato nei credit.

## Produzione
Il film fu prodotto dalla Pathé Frères.

## Distribuzione
Distribuito dalla Pathé Frères, il film - un cortometraggio di 225 metri - uscì nelle sale francesi nel 1907. Nel dicembre dello stesso anno, venne presentato anche negli Stati Uniti, importato dalla Pathé Frères.